# Золотий трейлер (кінопремія)
«Золотий трейлер» (англ. Golden Trailer Awards) — щорічна кінопремія за досягнення в області маркетингу кінопродукції, що вручається з 1999 року. Премія вручається за перемогу в одній з більше 70 категорій, в котрих журі оцінює трейлери, постери, рекламні стенди та рекламні кампанії фільмів. Традиційно премія вручається в Лос-Анджелесі.

## Концепція
Основне змагання проводиться між трейлерами різних кінофільмів. Монтажери, що створюють трейлер з готового матеріалу, повинні продемонструвати невелику частину історії, але так, щоб, з одного боку, привернути увагу глядача до фільму, а з іншого, — залишити враження, що найцікавіше буде показано у фільмі.
Конкурс складається з більше ніж 60 категорій, в яких беруть участь трейлери як високобюджетних блокбастерів, так і незалежних фільмів. Аналогічно, фільми розрізняються і за жанрами: від фільмів для всієї родини, мультфільмів і романтичних комедій, до жахів, трилерів і «кіномотлоху» (trash movies). Існує навіть спеціальна нагорода за найкращий трейлер поганого фільму.
До участі допускаються ролики не тільки американських фільмів, а й зарубіжних. Так, наприклад, у 2007 році з 1168 трейлерів лише 73 % були американськими, а решта — закордонними. Окремі нагороди вручаються і за трейлери документального кіно (по одній нагороді за американський і зарубіжний фільми).
Категорія «Найкращий трейлер документального фільму» (англ. Best Documentary Trailer) існувала з перших років існування церемонії, але за спогадами Евелін Брейді-Уоттерс, трейлери, представлені в даній номінації в перші роки, були відверто слабкими, оскільки існували проблеми з добором необхідної кількості номінантів. З часом їх якість значно виросла, так само як і кількість номінацій для них, і в 2013 році для документальних фільмів було виділено вже три номінації («Найкращий трейлер документального фільму», «Найкращий трейлер іноземного документального фільму», «Найкращий постер документального фільму»).
Як правило, для номінацій трейлери визначаються різними способами, заснованими або на касових зборах, або на опитуваннях кіноглядачів. Так, наприклад, в 2008 році любителям трейлерів вперше було запропоновано взяти участь у прямому виборі трейлерів-номінантів. Тоді приблизно 140 осіб зареєструвалися для участі і, кожен з них витративши в середньому близько чотирьох годин, вибрали з 968 роликів кандидатів на номінації в 53 категоріях. Крім того, в тому ж році на сайті офіційного партнера заходу USA Today відвідувачам було запропоновано до перегляду 16 найкращих трейлерів. Відвідувачі могли вільно зареєструватися на сайті і проголосувати за найкращий трейлер року. Ролик-переможець згодом був оголошений на самій церемонії.
На фінальному етапі рішення про присудження премії приймає спеціально сформоване журі, що складається з професіоналів кінобізнесу, найчастіше більш відомих ніж одержувачі нагороди. У список суддів входять відомі режисери, продюсери і навіть керівники кіностудій (таких як Sony Pictures Classics, Fine Line Features, Artisan Entertainment, DreamWorks SKG, Elektra Entertainment Group і т. д.). Крім них до складу журі входили люди так чи інакше пов'язані з кінобізнесом: кінокритики, творці спецефектів і інші.
Фінансування церемонії здійснюється за рахунок спонсорської підтримки таких великих компаній як JetBlue Airways, Porsche і Variety. Крім того допомогу надають різні медійні компанії: National CineMedia, Steiner Studios, Dailytrailer.com та інші.

## Історія
Премія була заснована в 1999 році сестрами Евелін (англ. Evelyn Brady-Watters) і Монікою Брейді (англ. Monica Brady). Метою створення подібної кіно-нагороди було привернення уваги до мистецтва створювати подібні ролики. Починання сестер підтримав їх батько, Джеймс Брейді, який увійшов до ради директорів церемонії, а також їх брат Метт Брейді, що став водієм справжнього трейлера, зображуваного на логотипі церемонії. Цей трейлер знаходився неподалік від місця проведення церемонії і після її закінчення гості могли підійти сфотографуватися на його фоні. Церемонія спочатку проходила в Лос-Анджелесі, але в 2006 і 2007 роках вона була перенесена в Нью-Йорк. У 2008 році церемонію знову повернули до Лос-Анджелеса. У 2006 році церемонія вперше була показана по телебаченню каналом HDNet, а в 2007 році трансляцію здійснював канал ReelzChannel.
У грудні 2011 року в Мумбаї була проведена перша міжнародна церемонія Golden Trailer Awards.